# 品川区立小山小学校
品川区立小山小学校（しながわくりつ こやましょうがっこう）は、東京都品川区小山5丁目にある区立小学校。

## 沿革
- 1926年（大正15年）11月8日 - 東京府荏原郡小山尋常小学校開設。
- 1943年（昭和18年）7月1日 -	東京府と東京市が統合した東京都発足により、東京都小山国民学校と改称。
- 1944年（昭和19年）8月22日 - 戦局の悪化により、静岡県伊東町へ集団疎開。
- 1945年（昭和20年）
  - 5月24日 - 空襲により全焼。
  - 6月12日 - 青森県浪岡町の浪岡国民学校に児童63名が集団疎開で入校[1]。
  - 10月18日 - 浪岡国民学校に疎開していた児童が帰京[1]。
- 1947年（昭和22年）
  - 1月20日 - 学校給食実施（週2回）。
  - 4月1日 - 学制改革により、東京都品川区立小山小学校と改称。
- 1951年（昭和26年）11月8日 - 創立25周年記念式典と校舎落成式挙行。
- 1956年（昭和31年）11月13日 - 新校歌制定、校旗調整。
- 1957年（昭和32年）7月30日 - プール完成。
- 1961年（昭和36年）5月18日 - 体育館と第一期鉄筋校舎完成。
- 1973年（昭和48年）11月20日 - 鉄筋校舎落成式挙行。
- 1976年（昭和51年）11月6日 - 開校50周年記念式典挙行し、祝賀会開催。
- 1989年（平成元年）8月31日 - 飼育小屋新築工事完了。
- 1990年（平成2年）9月25日 - 屋上防水工事完了。
- 1992年（平成4年）11月30日 - 体育館改装工事完了。
- 1996年（平成8年）10月26日 - 開校70周年記念式典挙行し、祝賀会開催。
- 1998年（平成10年）5月20日 - 学校菜園「小山ふれあい農園」完成。
- 2001年（平成13年）9月30日 - 正門外壁工事完了。
- 2003年（平成15年）
  - 6月30日 - 全教室空調設備工事完了。
  - 9月17日 - すまいるスクール開校式挙行。
- 2008年（平成20年）3月10日 - 新校舎が完成し、新校舎での授業開始。
- 2011年（平成23年）11月8日 - 開校85周年記念集会開催。
- 2014年（平成26年）3月31日 - 学級増による教室改装工事が完了。
- 2015年（平成27年）11月10日 - アリーナ天井改修工事完了。
- 2016年（平成28年）10月29日 - 開校90周年記念式典挙行。
- 2017年（平成29年）8月31日 - 校庭人工芝生化工事完了。
- 2020年（令和2年）4月1日 - 学事制度改変により通学地域が変更される（小山4丁目、小山5丁目、荏原5丁目）。

## 教育目標
- ○進んで学習する子
- ○協力し助け合う子
- ○心身ともにたくましい子

## 通学区域
- 小山4丁目、小山5丁目、荏原5丁目[2]

## 進学先中学校
- 品川区立荏原第六中学校[2]

## アクセス
- 東急バス「反11」・「反12」・「井50」・「井51」の各系統で、「小山三丁目」停留所下車後、
  - 五反田駅行（「反」系統）、高輪ゲートウェイ駅行（「井50」系統）、東急大井町駅行（「井51」系統）のりばから、徒歩約305m・約5分。
  - 世田谷区民会館・弦巻営業所行（「反11」系統）、東京医療センター行（「反12」系統）、武蔵小山駅行（「井」系統）のりばから、徒歩約290m・約4分。
- 東急電鉄目黒線
  - 武蔵小山駅より、
    - 東口から、徒歩約615m・約9分。
    - 上述の東急バス「井」系統に乗車し、「小山三丁目」停留所下車後、徒歩。

  - 西小山駅から、徒歩約620m・約9分。

## 周辺
- 品川区立荏原中央公園 - 品川区道をはさんで、敷地が隣接。
- 八幡神社
- 東京消防庁荏原消防署小山消防出張所
- 品川小山五丁目郵便局
- このほか、児童公園なども点在する。